# Gran Premi de Mònaco del 2023
El Gran Premi de Mònaco de Fórmula 1, sisena cursa de la temporada 2023, s'ha disputat al Circuit de Montecarlo, a Mònaco, entre els dies 26 a 28 de maig del 2023.

## Qualificació
La qualificació fou realitzat el dia 27 de maig.
| Pos.                | Nº | Pilot            | Equip/Motor           | Part 1   | Part 2   | Part 3   | Graella |
| ------------------- | -- | ---------------- | --------------------- | -------- | -------- | -------- | ------- |
| 1                   | 1  | Max Verstappen   | Red Bull-RBPT         | 1:12.386 | 1:11.908 | 1:11.365 | 1       |
| 2                   | 14 | Fernando Alonso  | Aston Martin-Mercedes | 1:12.886 | 1:12.107 | 1:11.449 | 2       |
| 3                   | 16 | Charles Leclerc  | Ferrari               | 1:12.912 | 1:12.103 | 1:11.471 | 61      |
| 4                   | 31 | Esteban Ocon     | Alpine-Renault        | 1:12.967 | 1:12.248 | 1:11.553 | 3       |
| 5                   | 55 | Carlos Sainz Jr. | Ferrari               | 1:12.717 | 1:12.210 | 1:11.630 | 4       |
| 6                   | 44 | Lewis Hamilton   | Mercedes              | 1:12.872 | 1:12.156 | 1:11.725 | 5       |
| 7                   | 10 | Pierre Gasly     | Alpine-Renault        | 1:13.033 | 1:12.169 | 1:11.933 | 7       |
| 8                   | 63 | George Russell   | Mercedes              | 1:12.769 | 1:12.151 | 1:11.964 | 8       |
| 9                   | 22 | Yuki Tsunoda     | AlphaTauri-RBPT       | 1:12.642 | 1:12.249 | 1:12.082 | 9       |
| 10                  | 4  | Lando Norris     | McLaren-Mercedes      | 1:12.877 | 1:12.377 | 1:12.254 | 10      |
| 11                  | 81 | Oscar Piastri    | McLaren-Mercedes      | 1:13.006 | 1:12.395 |          | 11      |
| 12                  | 21 | Nyck de Vries    | AlphaTauri-RBPT       | 1:13.054 | 1:12.428 |          | 12      |
| 13                  | 23 | Alexander Albon  | Williams-Mercedes     | 1:12.706 | 1:12.527 |          | 13      |
| 14                  | 18 | Lance Stroll     | Aston Martin-Mercedes | 1:12.722 | 1:12.623 |          | 14      |
| 15                  | 77 | Valtteri Bottas  | Alfa Romeo-Ferrari    | 1:13.038 | 1:12.625 |          | 15      |
| 16                  | 2  | Logan Sargeant   | Williams-Mercedes     | 1:13.113 |          |          | 16      |
| 17                  | 20 | Kevin Magnussen  | Haas-Ferrari          | 1:13.270 |          |          | 17      |
| 18                  | 27 | Nico Hülkenberg  | Haas-Ferrari          | 1:13.279 |          |          | 18      |
| 19                  | 24 | Guanyu Zhou      | Alfa Romeo-Ferrari    | 1:13.523 |          |          | 19      |
| 20                  | 11 | Sergio Pérez     | Red Bull-RBPT         | 1:13.850 |          |          | 20      |
| 107% Temps:1:17.453 |    |                  |                       |          |          |          |         |
| Font:               |    |                  |                       |          |          |          |         |

Notes
- ^1  – Charles Leclerc va finalitzar en tercer, però fou penalitzat amb tres posicions a la grilla de sortida per atrapallar Lando Norris durant la sessió de classificació, i va iniciar la cursa en la sisena posició.

## Resultats de la cursa
La cursa fou realitzat el dia 4 de juny.
| Pos.                                                                 | Nº | Pilot            | Equip/Motor           | Voltes | Temps/Retirada | Graella | Punts |
| -------------------------------------------------------------------- | -- | ---------------- | --------------------- | ------ | -------------- | ------- | ----- |
| 1                                                                    | 1  | Max Verstappen   | Red Bull-RBPT         | 78     | 1:48:51.980    | 1       | 25    |
| 2                                                                    | 14 | Fernando Alonso  | Aston Martin-Mercedes | 78     | +27.921        | 2       | 191   |
| 3                                                                    | 31 | Esteban Ocon     | Alpine-Renault        | 78     | +36.990        | 3       | 15    |
| 4                                                                    | 44 | Lewis Hamilton   | Mercedes              | 78     | +39.062        | 5       | 12    |
| 5                                                                    | 63 | George Russell   | Mercedes              | 78     | +56.2842       | 8       | 10    |
| 6                                                                    | 16 | Charles Leclerc  | Ferrari               | 78     | +61.890        | 6       | 8     |
| 7                                                                    | 10 | Pierre Gasly     | Alpine-Renault        | 78     | +62.362        | 10      | 6     |
| 8                                                                    | 55 | Carlos Sainz Jr. | Ferrari               | 78     | +63.391        | 2       | 4     |
| 9                                                                    | 4  | Lando Norris     | McLaren-Mercedes      | 77     | +1 volta       | 10      | 2     |
| 10                                                                   | 81 | Oscar Piastri    | McLaren-Mercedes      | 77     | +1 volta       | 11      | 1     |
| 11                                                                   | 77 | Valtteri Bottas  | Alfa Romeo-Ferrari    | 77     | +1 volta       | 15      |       |
| 12                                                                   | 24 | Guanyu Zhou      | Alfa Romeo-Ferrari    | 77     | +1 volta       | 12      |       |
| 13                                                                   | 21 | Nyck de Vries    | AlphaTauri-RBPT       | 77     | +1 volta       | 19      |       |
| 14                                                                   | 23 | Alexander Albon  | Williams-Mercedes     | 77     | +1 volta       | 13      |       |
| 15                                                                   | 22 | Yuki Tsunoda     | AlphaTauri-RBPT       | 76     | +2 voltes      | 9       |       |
| 16                                                                   | 11 | Sergio Pérez     | Red Bull-RBPT         | 76     | +2 voltes      | 20      |       |
| 17                                                                   | 27 | Nico Hülkenberg  | Haas-Ferrari          | 76     | +2 voltes3     | 18      |       |
| 18                                                                   | 2  | Logan Sargeant   | Williams-Mercedes     | 76     | +2 voltes4     | 16      |       |
| 19                                                                   | 20 | Kevin Magnussen  | Haas-Ferrari          | 70     | +7 voltes      | 17      |       |
| Ret                                                                  | 18 | Lance Stroll     | Aston Martin-Mercedes | 53     | Col·lisió      | 14      |       |
| Volta ràpida: — Lewis Hamilton (Mercedes) – 1:15.650 (a la volta 33) |    |                  |                       |        |                |         |       |
| Font:                                                                |    |                  |                       |        |                |         |       |

Notes
- ^1  – Inclòs 1 punt extra per la volta ràpida.
- ^2  – George Russell va ser penalitzat a 5 segons per reincorporar-se a la pista d'una manera insegura. No obstant això, la seva posició no va ser afectada.
- ^3  – Nico Hülkenberg va finalitzar en 16è, però va ser penalitzat en 10 segons i va ser relegat a la 17a posició per no cumplir correctament una penalització durant una parada en boxes.
- ^4  – Logan Sargeant va ser penalitzat a 5 segons del seu temps per excés de velocitat al pitlane. Tanmateix, la seva posició no va ser afectada, ja que va finalitzar amb 2 voltes perdudes.

## Classificació després de la cursa
| Pos. | Pilot           | Punts | Canvis |
| ---- | --------------- | ----- | ------ |
| 1    | Max Verstappen  | 144   | =      |
| 2    | Sergio Pérez    | 105   | =      |
| 3    | Fernando Alonso | 93    | =      |
| 4    | Lewis Hamilton  | 69    | =      |
| 5    | George Russell  | 50    | 1      |

| Pos. | Constructor           | Punts | Canvis |
| ---- | --------------------- | ----- | ------ |
| 1    | Red Bull-RBPT         | 249   | =      |
| 2    | Aston Martin-Mercedes | 120   | =      |
| 3    | Mercedes              | 119   | =      |
| 4    | Ferrari               | 90    | =      |
| 5    | Alpine-Renault        | 35    | 1      |